# K.K. Partizan 1993-1994
Questa pagina raccoglie le informazioni riguardanti il Košarkaški klub Partizan nelle competizioni ufficiali della stagione 1993-1994.

## Roster
| N° | Naz.                  | Ruolo | Sportivo           |  | Alt. |  |
| -- | --------------------- | ----- | ------------------ |  | ---- |  |
| 4  | Jugoslavia (bandiera) | P     | Zoran Sretenović   |  | 191  |  |
| 5  | Jugoslavia (bandiera) | G     | Haris Brkić        |  | 198  |  |
| 6  | Jugoslavia (bandiera) | AP    | Nikola Lončar      |  | 198  |  |
| 7  | Jugoslavia (bandiera) | C     | Zoran Stevanović   |  | 207  |  |
| 8  | Jugoslavia (bandiera) | G     | Predrag Savović    |  | 198  |  |
| 9  | Jugoslavia (bandiera) | G     | Miroslav Berić     |  | 200  |  |
| 10 | Jugoslavia (bandiera) | AG    | Nenad Čanak        |  | 204  |  |
| 11 | Jugoslavia (bandiera) | C     | Željko Rebrača     |  | 213  |  |
| 12 | Jugoslavia (bandiera) | AG    | Mlađan Šilobad     |  | 208  |  |
| 13 | Jugoslavia (bandiera) | C     | Aleksandar Glintić |  | 208  |  |
| 14 | Jugoslavia (bandiera) | C     | Predrag Drobnjak   |  | 211  |  |
| 15 | Jugoslavia (bandiera) | A     | Aleksandar Čubrilo |  | 207  |  |
|    | Jugoslavia (bandiera) | GA    | Vladimir Petrović  |  | 198  |  |
| 15 | Jugoslavia (bandiera) |       | Vladimir Vidačić   |  |      |  |
|    | Jugoslavia (bandiera) | All.  | Željko Lukajić     |  |      |  |